# Maurice Aubry
Pour les articles homonymes, voir Aubry.
Claude Maurice Aubry est un banquier et homme politique français né le 22 septembre 1820 à Mirecourt (Vosges) et décédé le 2 août 1896 à Paris.

## Biographie

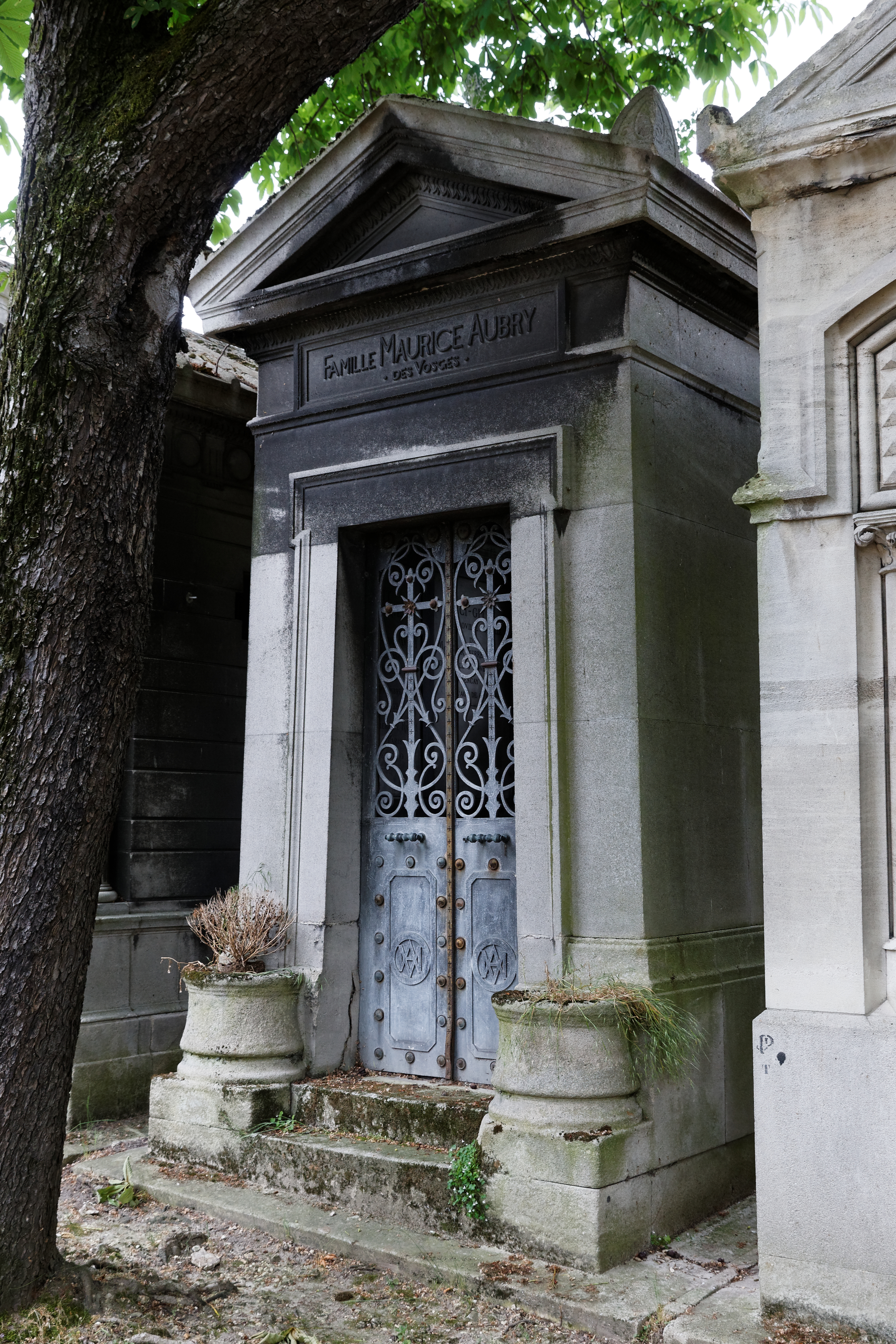
Tombe au cimetière du Père-Lachaise.

Claude Maurice Aubry appartient à une ancienne famille bourgeoise de Mirecourt, originaire de Nomexy en Lorraine, qui s'illustre pendant les guerres de l'Empire à travers la figure du colonel baron Aubry. Son père, Fourrier Aubry-Febvrel (1774-1853), d'abord officier dans l'Armée, est un important fabricant de dentelles, avant de devenir banquier, juge puis président du tribunal de commerce de Mirecourt. Sa mère est la fille d'un magistrat de Saint-Dié.
Avocat à Mirecourt en 1845, il devient journaliste en 1848 en tant que démocrate et recherche une solution chrétienne à la question sociale mais passe progressivement vers le conservatisme. Dans le même temps, il organise et dirige les Comptoirs nationaux des Vosges. Il est député des Vosges de 1849 à 1851, siégeant dans la droite conservatrice et légitimiste tout en étant opposé au coup d’État du 2 décembre 1851. Il participe à la protestation en face de la mairie du 10e arrondissement de Paris et est emprisonné à l'Abbaye. Libéré, il quitte alors la vie politique pour fonder une banque à Paris, « Aubry, Donon, Gauthier et Cie » qui devient en 1882 la Société des dépôts et comptes courants. Charles Ferry, y travaille pendant un temps. 
Il se présente en 1863 avec l'étiquette de « libéral » dans la deuxième circonscription des Vosges contre le candidat officiel sortant Gabriel Aymé de la Herdière mais échoue. Il se représente en 1869 mais échoue à nouveau, baissant même son score mais arrivant troisième derrière la candidat officiel et l'orléaniste Pasquier de Dommartin. Durant le siège de Paris de 1870, il reste dans la capitale et le 7 novembre 1870, il est élu adjoint au maire du 8e arrondissement de Paris. Après le 4 septembre 1870, il est à nouveau choisi comme représentant des Vosges de 1871 à 1876, soutenu par les conservateurs et quelques républicains, indiquant qu'il était pour la République, il siégea au centre droit. Il s'inscrit à la Réunion des Réservoirs, au Cercle Colbert puis aux Chevau-Légers. Personnage important dans les milieux monarchistes, c'est en partie chez lui que se réunit la commission des Neuf, qui tenta la fusion entre légitimistes et orléanistes, en vue de restaurer la monarchie, en 1873. Le comte de Chambord lui confie la gestion des finances du mouvement légitimiste. Cependant en 1876, il ne se représente pas aux élections tout en restant actif dans le parti légitimiste, actionnaire du journal l'Union, il s'occupe de construire le programme économique et financier du parti.  Aux élections sénatoriales de 1882, il se présente dans les Vosges mais n'obtient qu'une centaine de voix sur 605 exprimés. Il préside jusqu'en 1883, mort du comte de Chambord, le comité royaliste des Vosges. 
Après cette date, il quitte la vie politique militante et dirige jusqu'en 1882 l'Association vosgienne de Paris, fondée en 1866 et qui regroupe les Vosgiens à Paris, comprenant environ 900 membres en 1896. À sa mort Jules Méline devient le nouveau président de l'Association vosgienne de Paris et prononce avec Edgar Demange, un discours à son enterrement. 
Il est inhumé au cimetière du Père-Lachaise (65e division).

## Famille
Il épouse en 1849 à Fontenoy-le-Château, Coralie Irroy, une des premières entrepreneuses de broderie de la ville, qui lui donne deux fils.

## Œuvres
- Les banques d'émission et d'escompte : suivi d'un tableau graphique de la marche comparée des taux de l'escompte en Europe pendant les dix dernières années et d'un tableau synoptique des sept banques publiques françaises, éd. Guillaumin et Cie, 1864
- Le travail des femmes dans les ateliers, manufactures et magasins, Paris, 1875.

## Sources
- « Maurice Aubry », dans Adolphe Robert et Gaston Cougny, Dictionnaire des parlementaires français, Edgar Bourloton, 1889-1891 [détail de l’édition]
- Dominique Barjot, Les patrons du Second Empire: Banquiers et financiers parisiens, vol.7, éd. Picard, 2002,  (ISBN 2905596848)
- Paul Bauer, Deux siècles d'histoire au Père-Lachaise, p. 64, éd. Mémoire & Documents, 2006,  (ISBN 291461148X)
- Sergines, Silhouettes financières, Volume 2,p. 5-7, éd. Boyer, 1873
- Félix Bouvier, Biographie générale vosgienne, 1889
- Henri Jouve, Dictionnaire biographique des Vosges, 1897
- Jean El Gammal, François Roth et Jean-Claude Delbreil, Dictionnaire des Parlementaires lorrains de la Troisième République, Serpenoise, 2006 (ISBN 2-87692-620-2 et 978-2-87692-620-2, OCLC 85885906, lire en ligne), p. 329-230